# Spikkersbeek

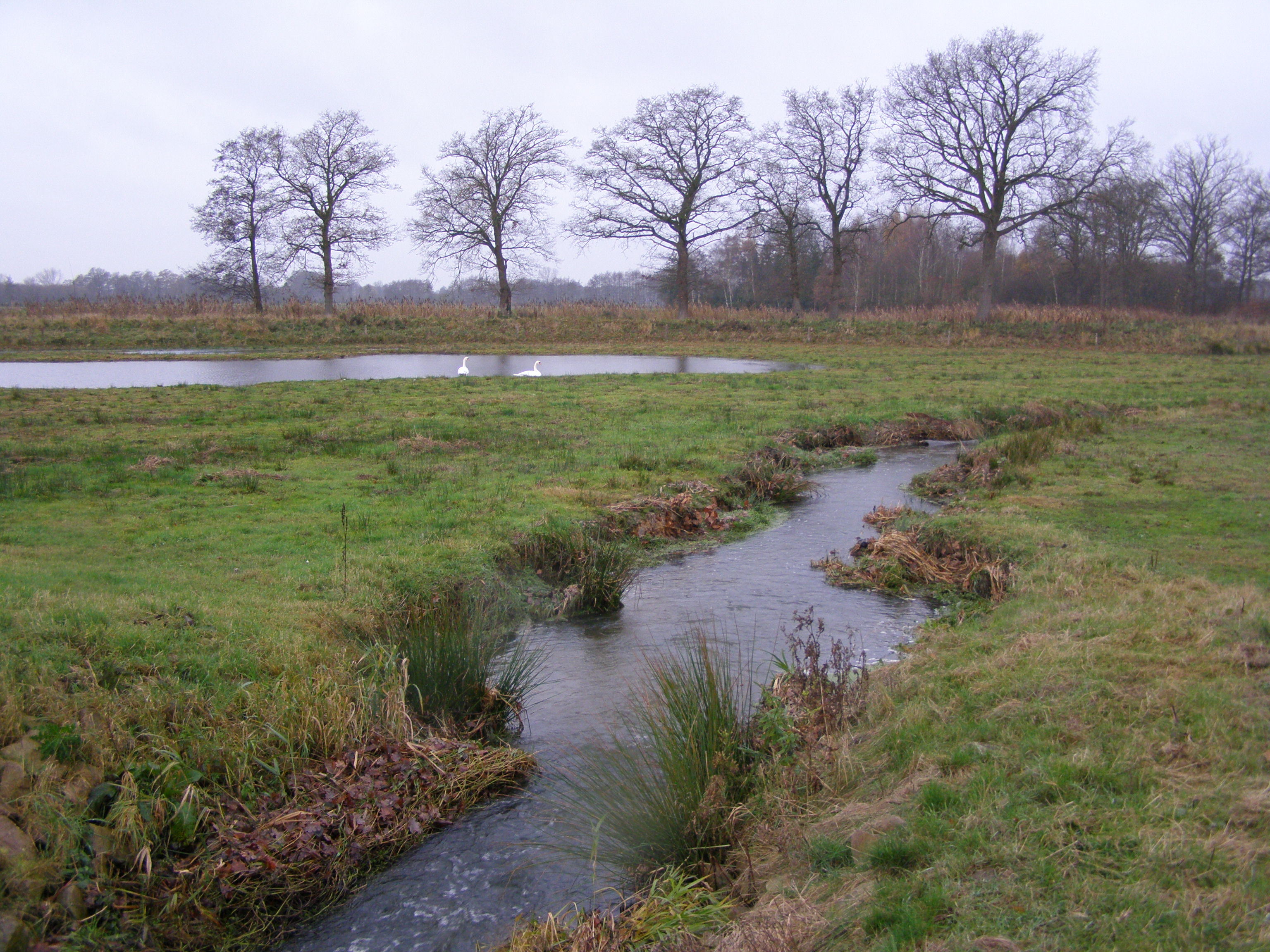
De nieuw gegraven beek in het retentiegebied Spikkersbeek

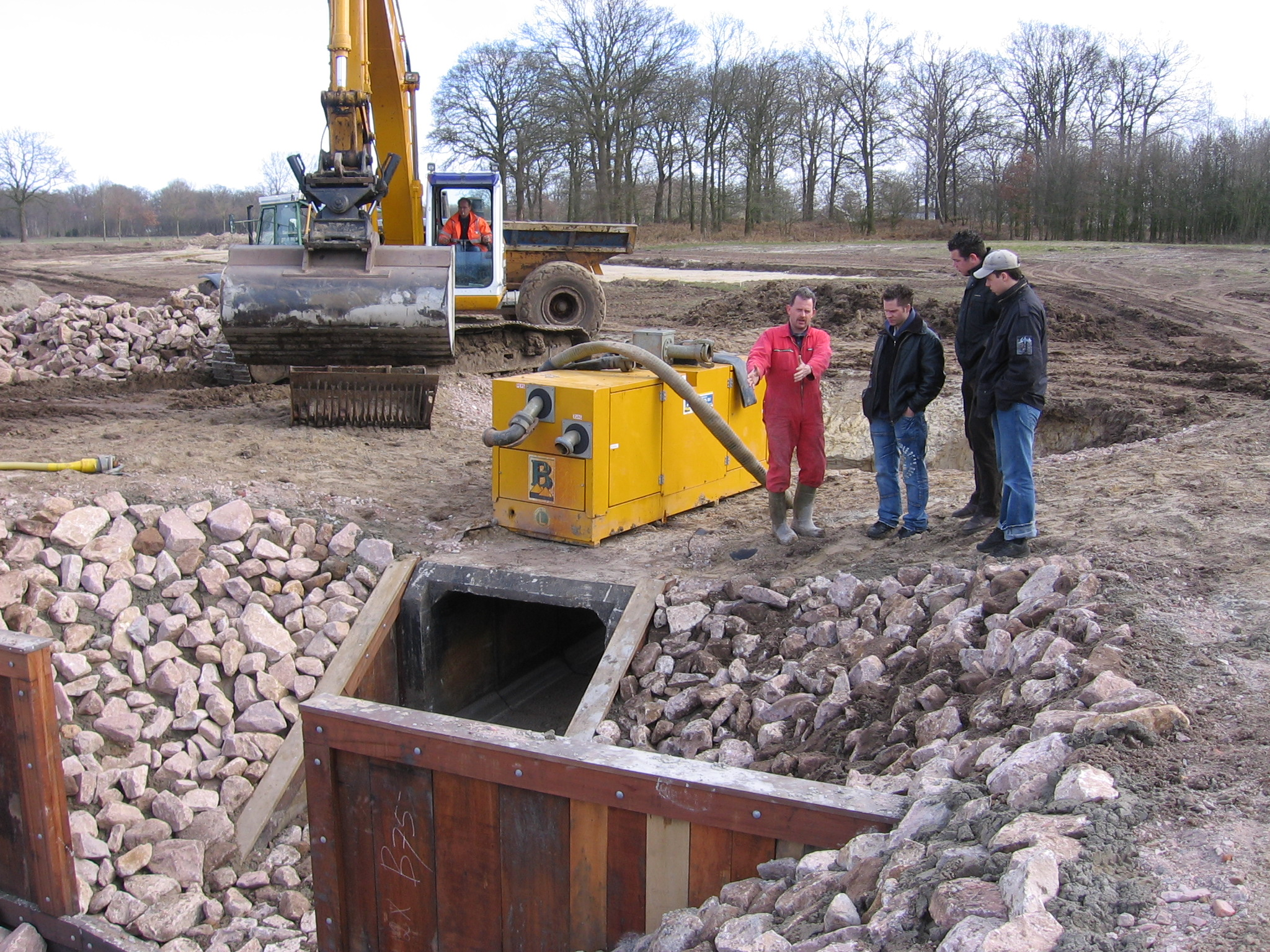
De knijpduiker en noodoverlaat van het retentiegebied Spikkersbeek in maart 2006

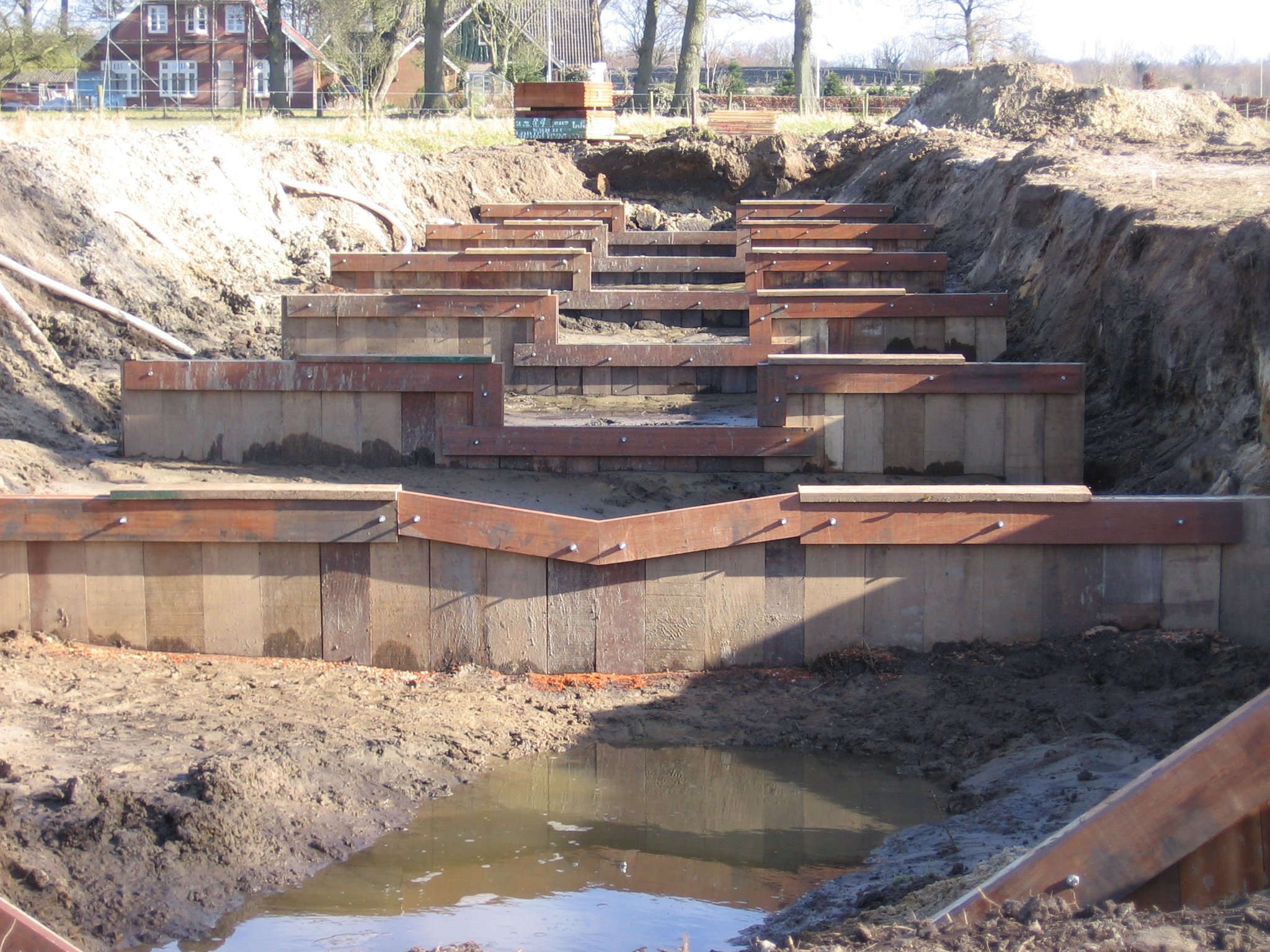
Een vispassage in de Spikkersbeek in aanbouw

De Spikkersbeek is een beek in het oosten van Twente. De beek ontspringt in het noordwesten van Oldenzaal (De Graven es), alwaar hij Lemselerbeek genoemd wordt. De Spikkersbeek mondt uit in de Loolee. De totale lengte van Lemselerbeek en Spikkersbeek is twaalf kilometer.
Even ten noorden van Saasveld voegt de Saasvelderbeek zich bij de Lemselerbeek. Bij de buurtschap Dulder komt ook de Eschmedenbeek met deze beek samen.
De Spikkersbeek, Lemselerbeek en Saasvelderbeek zijn onderdelen van het stelsel van beken die ten westen van Oldenzaal parallel aan elkaar van oost naar west stromen. De andere beken in dit stelsel zijn de Gammelkerbeek en de Deurningerbeek.
In 1998 is de Spikkersbeek door hevige regenval ver buiten zijn oevers getreden.
Om zulke overstromingen te voorkomen heeft het waterschap Regge en Dinkel in 2006 ter hoogte van de samenvoeging met de Strootmansbeek een retentiegebied laten maken. In 2007 is twee kilometer stroomopwaarts het retentiegebied Het Schut aangelegd.